# A942 road
Die A942 road ist eine A-Straße in den schottischen Council Area Moray.

## Verlauf
Die Straße zweigt rund zehn Kilometer östlich deren Abzweigung von der A96 von der A98 (Fochabers–Fraserburgh) ab. Nach 400 m erreicht sie den Hafenort Buckie. Als High Street bildet die A942 eine der Hauptstraßen der Ortschaft. Nahe dem Ufer des Moray Firth zweigt die nach Westen über Portgordon führende A990 ab. Die A942 knickt hingegen nach Nordosten ab und führt vorbei an den Hafenanlagen Buckies. Sie verlässt Buckie und verläuft entlang der Moray-Firth-Küste. Die Straße erreicht zunächst Findochty und schließlich die Ortschaft Portknockie. Dort knickt die A942 nach Süden ab und erreicht nach weiteren 1,5 km wieder die A98. Ihre Gesamtlänge beträgt 11,1 km.

## Umgebung
In Buckie passiert die A942 zwei denkmalgeschützte Bauwerke. Hierbei handelt es sich um das Kriegsdenkmal von Buckie sowie die neogotische Buckie North Parish Church. Beide sind als Kategorie-B-Bauwerke klassifiziert. Sowohl in Findochty als auch in Portknockie liegen entlang der Straße zahlreiche denkmalgeschützte Wohngebäude.

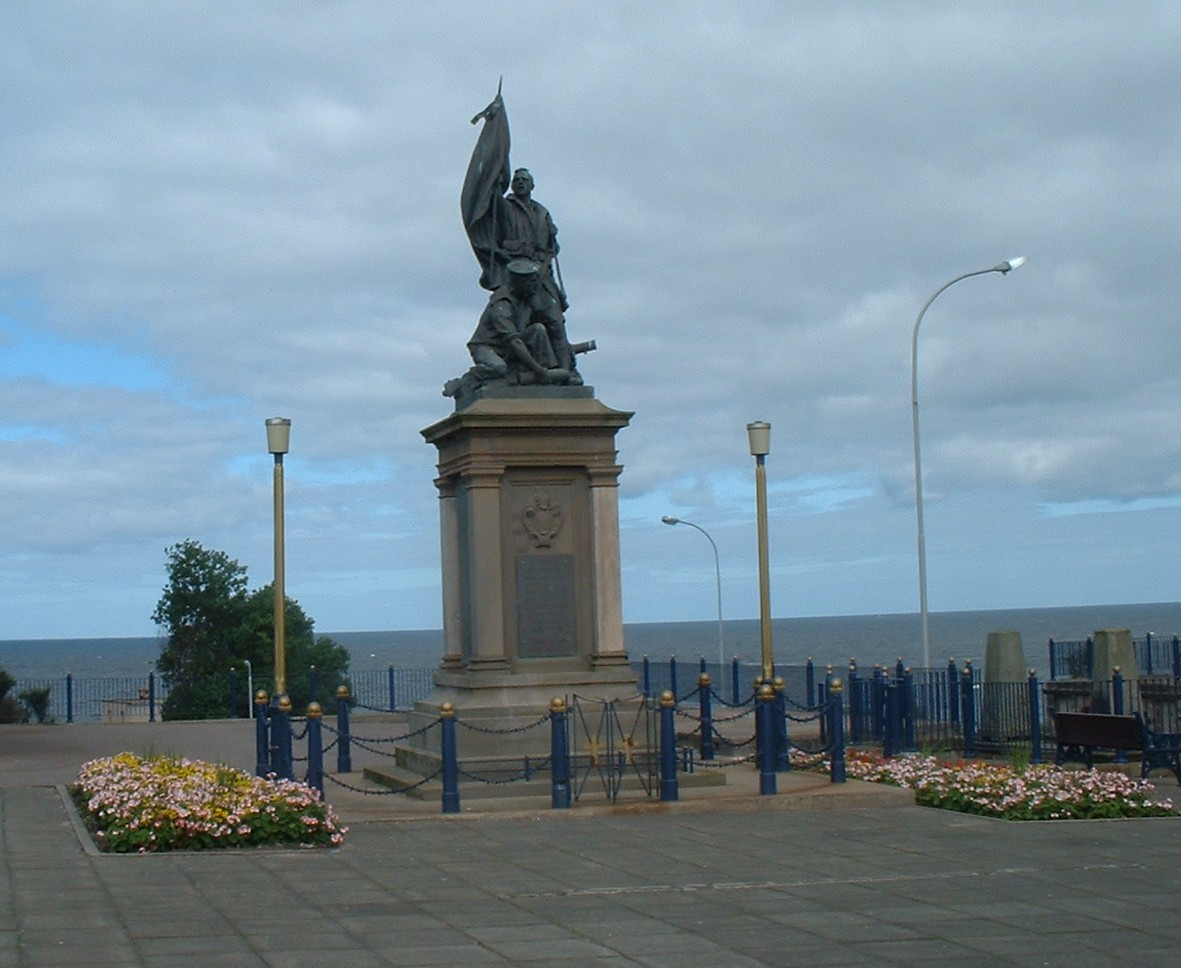
Kriegsdenkmal von Buckie
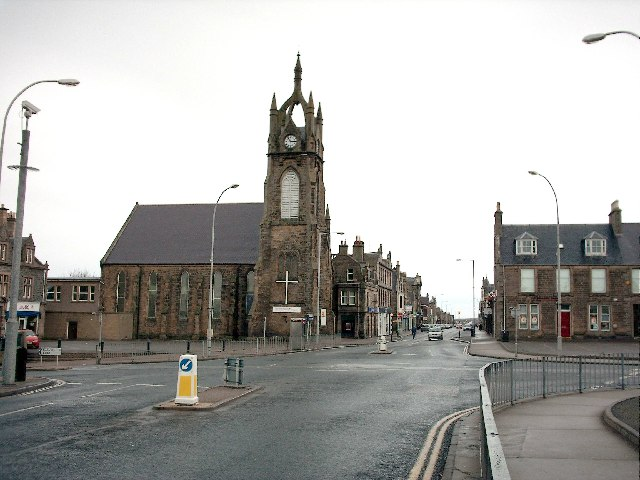
Buckie North Parish Church
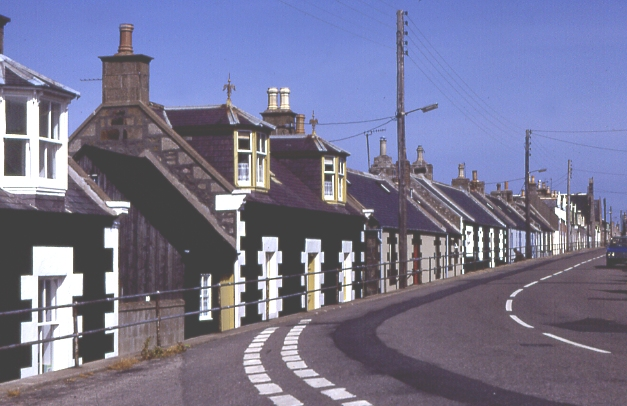
Denkmalgeschützte Wohnhäuser in Portknockie